# Trofeo Ramón Losada
El Trofeo Ramón Losada es un torneo de verano de fútbol que se disputa en la localidad asturiana de Luarca (España), en el campo La Veigona durante el mes de agosto.

## Historia
El torneo comenzó a disputarse en 1997, realizándose desde entonces de manera anual salvo en el año 2005 y 2018. De este modo, se ha convertido en una cita habitual del fútbol veraniego, con la presencia de equipos de Primera División como el Real Sporting de Gijón, el Real Valladolid C. F. o el Real Racing Club de Santander, entre otros.
En 2005 y 2018 no se celebró, y en los años 2009, 2010 y 2014 se disputaron dos trofeos Ramón Losada.

## Ediciones
| Edición | Año  | Campeón                       | Subcampeón                      | Marcador | Penaltis |
| ------- | ---- | ----------------------------- | ------------------------------- | -------- | -------- |
| I       | 1997 | Real Sporting de Gijón        | C. D. Lugo                      | 3-1      |          |
| II      | 1998 | Real Sporting de Gijón        | C. D. Lugo                      | 2-1      |          |
| III     | 1999 | Real Sporting de Gijón        | C. D. Lugo                      | 2-1      |          |
| IV      | 2000 | Real Racing Club de Santander | Real Sporting de Gijón          | 2-1      |          |
| V       | 2001 | Real Sporting de Gijón        | Real Valladolid C. F.           | 4-1      |          |
| VI      | 2002 | Real Valladolid C. F.         | Real Sporting de Gijón          | 2-2      | 2-0      |
| VII     | 2003 | U. D. Salamanca               | Real Valladolid C. F.           | 0-0      | 4-2      |
| VIII    | 2004 | Real Sporting de Gijón        | Real Valladolid C. F.           | 2-1      |          |
| IX      | 2006 | Real Oviedo                   | Real Valladolid C. F.           | 3-1      |          |
| X       | 2007 | Real Valladolid C. F.         | Real Sporting de Gijón          | 2-1      |          |
| XI      | 2008 | Real Sporting de Gijón        | Real Valladolid C. F.           | 2-2      | 5-3      |
| XII     | 2009 | Real Sporting de Gijón        | Athletic Club                   | 2-0      |          |
| XIII    | 2009 | Real Racing Club de Santander | Real Valladolid C. F.           | 1-0      |          |
| XIV     | 2010 | Real Valladolid C. F.         | Real Oviedo                     | 0-0      | 4-3      |
| XV      | 2010 | Real Sporting de Gijón        | R. C. D. Español                | 1-0      |          |
| XVI     | 2011 | Real Sporting de Gijón        | Real Valladolid C. F.           | 3-2      |          |
| XVII    | 2012 | Real Valladolid C. F.         | Real Sporting de Gijón          | 1-1      | 4-1      |
| XVIII   | 2013 | Real Valladolid C. F.         | Real Sporting de Gijón          | 1-1      | 2-1      |
| XIX     | 2014 | Real Racing Club de Santander | Real Sporting de Gijón          | 1-0      |          |
| XX      | 2014 | Real Oviedo                   | Real Valladolid C. F.           | 1-0      |          |
| XXI     | 2015 | Real Oviedo                   | Sociedad Deportiva Ponferradina | 1-0      |          |
| XXII    | 2016 | Real Oviedo                   | Real Valladolid C. F.           | 1-0      |          |
| XXIII   | 2017 | Real Oviedo                   | Real Valladolid C. F.           | 1-0      |          |
| XXIV    | 2019 | R.C. Deportivo de La Coruña   | Unionistas de Salamanca C.F.    | 1-0      |          |

## Títulos por clubes
| Equipo                        | Títulos | Años                                                 | Sub. | Años                                                       |
| Real Sporting de Gijón        | 9       | 1997, 1998, 1999, 2001, 2004, 2008, 2009, 2010, 2011 | 6    | 2000, 2002, 2007, 2012, 2013, 2014                         |
| Real Valladolid C. F.         | 5       | 2002, 2007, 2010, 2012, 2013                         | 10   | 2001, 2003, 2004, 2006, 2008, 2009, 2011, 2014, 2016, 2017 |
| Real Oviedo                   | 5       | 2006, 2014, 2015, 2016, 2017                         | 1    | 2010                                                       |
| Real Racing Club de Santander | 3       | 2000, 2009, 2014                                     | 0    |                                                            |
| U. D. Salamanca               | 1       | 2003                                                 | 0    |                                                            |
| R.C. Deportivo de La Coruña   | 1       | 2019                                                 | 0    |                                                            |
| C. D. Lugo                    | 0       |                                                      | 3    | 1997, 1998, 1999                                           |
| Athletic Club                 | 0       |                                                      | 1    | 2009                                                       |
| R. C. D. Español              | 0       |                                                      | 1    | 2010                                                       |
| S. D. Ponferradina            | 0       |                                                      | 1    | 2015                                                       |
| Unionistas de Salamanca C.F.  | 0       |                                                      | 1    | 2019                                                       |